# Creole (Schiff)
Die Creole ist ein Dreimast-Stagsegelschoner, der der Familie des italienischen Modedesigners und Gucci-Erben Maurizio Gucci gehört.

## Geschichte
Die Yacht wurde 1927 bei Camper & Nicholsons in Gosport, England, für Alex Smith Cochrane gebaut. Während des Zweiten Weltkrieges wurde der Schoner von den Briten beschlagnahmt und als Hilfsschiff in schottischen Gewässern eingesetzt. Nach dem Krieg wurde sie außer Dienst gesetzt und lag bis 1951 in der Werft. Danach ging sie an den griechischen Reeder Stavros Niarchos und wurde unter anderem für die Tall-Ships-Regatta Torbay-Lissabon eingesetzt.
1980 wurde das Schiff an die dänische Seefahrtschule in Nyborg verkauft. Diese führte damit Ausbildungsreisen durch. Dabei erhielt sie auch kurzfristig den Namen Mistral. Dem Schulbetrieb geopfert wurde die elegante Yachteinrichtung, wodurch zwölf Personen Stammbesatzung 38 Trainees betreuen konnten, darunter auch schwer erziehbare Jugendliche.
1983 war die Creole in recht desolatem Zustand, worauf sie vom italienischen Modedesigner Maurizio Gucci gekauft wurde. Er investierte zwei Millionen Pfund in die Sanierung und die erneute Einrichtung als Luxusyacht.

## Beschreibung
Der Dreimast-Stagsegelschoner besitzt einen Rumpf aus Stahlspanten belegt mit 10 cm dicken Teak-Planken. Unterhalb der Wasserlinie ist der Schiffskörper mit Kupferplatten beschlagen. An den drei Masten werden bis zu 10 Segel mit einer Fläche von 2040 m2 geführt.